# Емил Абаджиев
Емил Николов Абаджиев е български художник, аниматор и режисьор.

## Биография
Роден е в Габрово през 1940 г. Завършва средното си образование 1958 г. След което работи в отдела за анимационни филми към СИФ и САФ „София“ като художник аниматор (1963-1973) и режисьор (1973-1993). Член е на Съюза на българските филмови дейци.

## Отличия
За филма „Балончето“
- Сребърен медал на Х МКФ (Москва, 1977)
- Награда за претворяване на детска тема на XIV МКФ за детски филм (Хихон, Испания, 1977)
- Награда за най-добър детски филми на VIII НПАФ (Толбухин, 1977)
- Награда на ЦК на ДКМС на III на ФКБФ (Пловдив, 1977)

За филма „Колето и Мър“
- III награда на Седмицата на изкуството на деца (1976)

## Филмография
- Двата полюса (1963), ан.
- Басня (1964), ан.
- Второто Аз (1964), ан.
- Златното съкровище (1964), ан.
- Гравитация (1965), ан.
- Звездичката (1965), ан.
- Маргаритка (1965), ан.
- Петьо – Черният пират (1965), ан.
- Приказка за всички (1965), ан.
- Приключения (Островът на паметниците)  (1965), ан.
- Един човек се скиташе (1966), ан.
- Ех, ако… (1966), ан.
- Какъв да стана (1966), ан.
- Недовършеният (1966), ан.
- Пролет (1966), ан.
- Рибарят (1967), ан.
- Стрелци (1967), ан.
- Търговецът на фесове (1967), ан.
- Най-страшният звяр (1968), ан.
- Приспивна песен (1968), ан.
- Приятелите на Гошо слона (1968), ан.
- Ромул и Рем (1968), ан.
- Случаят Дон Кихот (1968), ан.
- Веселяци (1969), ан.
- Злополучният ловец (1969), ан.
- Игра (1969), ан.
- Котаракът и стария плъх (1969), ан.
- Патицата (1969), ан.
- Хепи енд (1969), ан.
- Зайко и Байко (1970), ан.
- Малкия и Големия (1970), ан.
- Наследници (1970), ан.
- Петльовата пара (1970), ан.
- Пистолетът (1970), ан.
- Тримата глупаци (1970), ан.
- Мини (1971), ан.
- Приключение в гората (от „Жоро, Шаро и Мара“) (1971), ан.
- Тайнствената камила (1971), ан.
- Трите ябълки (1971), ан.
- Песен от глухарчета (1972), ан.
- Тримата глупаци – ловци (1972), ан.
- Аквариум (1973), ан.
- Щурчето (1973), ан.
- Триптих („Шамарът“) (1974), р, ан.
- Хороскоп (1974), ан.
- Колето и Мър на гости („На рила“, „Котешки марш“) (1975), р, х, ан.
- Урок по социология (1975), ан.
- Балончето (1976), р, ан.
- Игра без край (1978), р, х, ан.
- Игра на Дон Кихот (1979), ан.
- Шамарът (1979), р.
- Най-добрият приятел на Марко Тотев (1980), ан.
- Задача (1981), р.
- Старият трамвай (1981), сц, р, ан.
- Извисяване (1982), сц, р, х, ан.
- Математик (1982), р.
- Кой си? Къде си? (1983), р.
- И ний сме дали нещо на света (1984), ан.
- Кръстопът (1984), сц, р.
- Скрито-покрито (1986), р.
- Сюрприз (1988), р, х.
- Малшанс (1988), р, х.
- Гаф (1989), р, х.
- Избор (от „Орнитография“), р, х.
- Леви, десни (1989), р.